# Kobylí Doly
Kobylí Doly (niem. Kobylydoly) – część hradeckiej dzielnicy Plotiště nad Labem, która znajduje się na obszarze kształtu trójkąta pomiędzy terenem byłej fabryki ČKD, byłą cegielnią i gminą Světí.

## Geografia i przyroda

### Położenie
Kobylí Doly są położone na obszarze Kotliny Czeskiej, wzdłuż potoku Melounka oraz jego bezimennego dopływu (wypływa ze źródeł w okolicy všestarskiego, osiedla Bříza), w południowo-wschodniej części hradeckiej dzielnicy Plotiště nad Labem, przy drodze krajowej nr 33. Ich współrzędne geograficzne: 50° 14' 40.083" długości geograficznej wschodniej oraz 15° 47' 50.299" szerokości geograficznej północnej (budynki byłej cegielni).

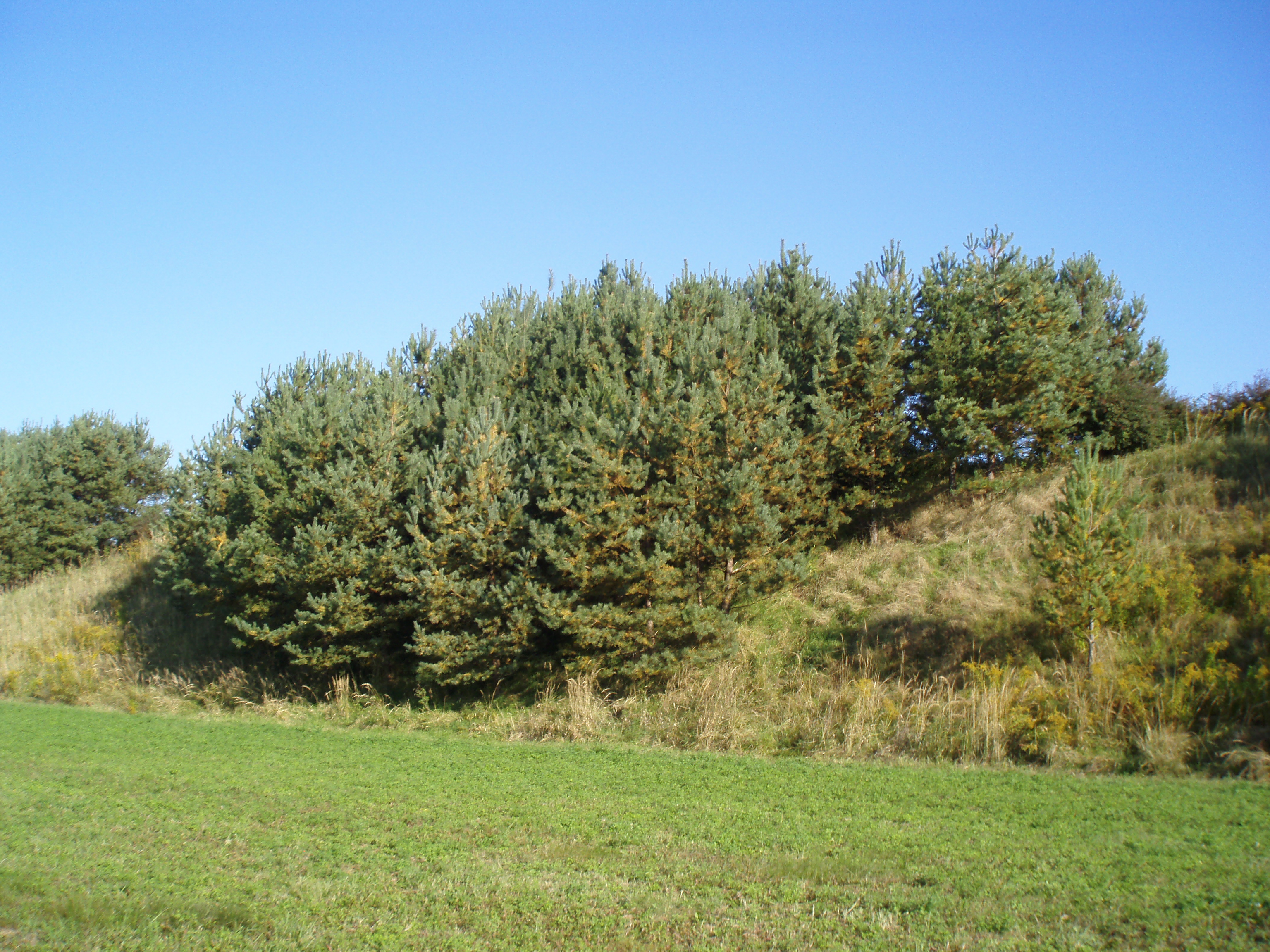
Las w byłej cegielni

### Hydrologia
Osiedle leży w dorzeczu Łaby. Najważniejszym ciekiem na jego terenie jest potok Melounka, który wpada do sztucznego Kanału Łabskiego.

### Geologia
Czwartorzędowe utwory plejstocenu, zalegające pod wierzchnią pokrywą lessową wykształcone są w postaci glin zwałowych, piasków i żwirów lodowcowych, piasków i mułków wodnolodowcowych.

### Fauna i flora
Lokalna fauna i flora składa się z typowych gatunków Europy Środkowej. Na przeciwległych stokach byłej cegielni rosną sosny, które w kierunku drogi krajowej nr 33 przechodzą w las liściasty. Najczęściej drzewostan tworzy buk z domieszką dębu, lipy oraz klonu.

### Ochrona przyrody
W Kobylich Dolach nie znajdują się obszary chronione.

## Demografia

### Liczba ludności
| Rok             | 1843 | 1869 | 1890 | 1910 |
| --------------- | ---- | ---- | ---- | ---- |
| Liczba ludności | 19   | 17   | 18   | 14   |

## Historia
Pierwsza pisemna wzmianka o Kobylích Dolach pochodzi z 1586 roku. Do 1930 roku były osiedlem miejscowości Plotiště nad Labem. Następnie ich nazwa znika z mapy i jest używana tylko określania pobliskich terenów.
Kobylí Doly były mało znaczącą częścią w historii dzielnicy Plotiště nad Labem. Można tylko zauważyć, że w lipcu 1866 podczas bitwy pod Sadową tutaj zajęły stanowisko obronne trzy baterie artylerii austriackiego Korpusu 4.
Ważnym wydarzeniem był również pożar domu nr 1 (19 lipca 1914 roku), który należał do chłopa Václava Tichego. Dach stodoły zapalił się od iskry z przejeżdżającego pociągu.

## Zabytki
- Żeliwny krzyż na niskim kamiennym postumencie z 1899 r.[8] (bardzo uszkodzony, dzisiaj znajduje się na starym cmentarzu przy kościele św. Piotra w centrum dzielnicy Plotiště nad Labem)